# Thời đại Nam–Bắc Quốc
Thời đại Nam–Bắc Quốc (남북국 시대, 南北國時代) ám chỉ thời kỳ trong lịch sử Triều Tiên kéo dài từ thế kỷ thứ 7 đến thế kỷ thứ 10 khi mà hai nhà nước Tân La Thống Nhất và Bột Hải (Balhae) cùng tồn tại song hành tại phía Bắc và phía Nam. Thời kỳ này đã từng được gọi là Tân La Thống Nhất. Tuy nhiên, nhiều học giả quả quyết rằng thời kỳ này phải được gọi là thời kỳ nhà nước Bắc-Nam vì miền Bắc là Bột Hải và miền Nam là Tân La do quá trình thống nhất của Tân La không hoàn hảo và những người thời Cao Câu Ly bị lật đổ đã thành lập Bột Hải.

## Tân La thống nhất

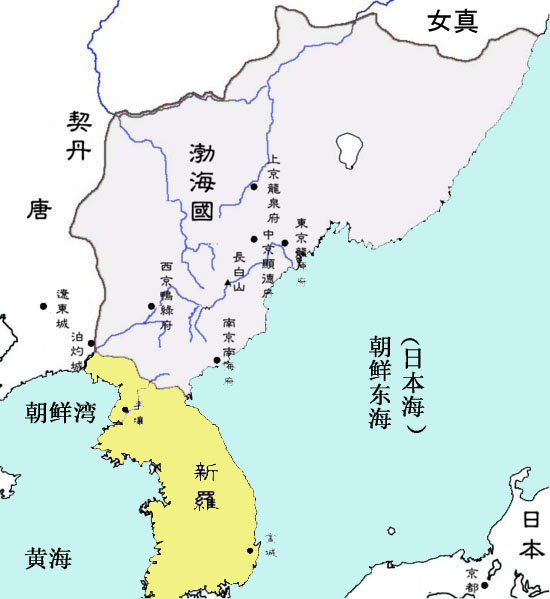
Bản đồ vị trí hai nước Tân La (dưới) và Bột Hải (trên)

Sau các cuộc chiến tranh thống nhất đất nước, nhà Đường thành lập vùng lãnh thổ trong Cao Câu Ly (Goguryeo) cũ, và bắt đầu quản lý và thiết lập các cộng đồng ở Bách Tế (Baekje). Tân La đã tấn công người Trung Quốc tại Bách Tề và Bắc Triều Tiên năm 671.
Nhà Đường sau đó xâm chiếm Tân La năm 674 nhưng Tân La đánh bại quân đội nhà Đường ở phía bắc. Silla đã đẩy lui các lực lượng quân nhà Đường ra bán đảo năm 676 để đạt được sự thống nhất của hầu hết các Tam Quốc.
Tân La thống nhất vào một thời gian khi nghệ thuật Triều Tiên đã phát triển đáng kể và Phật giáo đã trở thành một phần lớn của văn hóa Tân La. Tu viện Phật giáo như Bulguksa (Phật quốc tự) là những ví dụ của kiến trúc tiên tiến của Hàn Quốc và ảnh hưởng của Phật giáo. Nhà nước bảo trợ nghệ thuật và kiến trúc từ thời kỳ này gồm Hwangnyongsa (Hoàng Long tự), Bunhwangsa (Phân Hoàng tự), và Seokguram (Thạch Quật Am), một di sản thế giới.
Tân La bắt đầu gặp rắc rối chính trị vào năm 780. Điều này khiến Tân La suy yếu nghiêm trọng và ngay sau đó, hậu duệ của Bách Tế trước thành lập Hậu Bách Tế. Ở phía bắc, quân nổi dậy hồi sinh Cao Câu Ly, bắt đầu giai đoạn Hậu Tam Quốc.
Tân La Thống nhất kéo dài 267 năm cho đến khi, dưới thời Kính Thuận Vương (vua Gyeongsun), nó bị thôn tín bởi Cao Ly (Goryeo) năm 935.

## Vua

### Tân La
| Đời | Thụy hiệu           | Thụy hiệu | Thụy hiệu | Thụy hiệu         | Thời gian trị vì |
|     | Hán Việt            | Chữ Hán   | Hangul    | Romaja            |                  |
| 32  | Hiếu Chiêu Vương    | 孝昭王    | 효소왕    | Hyoso             | 692–702          |
| 33  | Thánh Đức Đại Vương | 聖德大王  | 성덕대왕  | Seongdeok Daewang | 702–737          |
| 34  | Hiếu Thành Vương    | 孝成王    | 효성왕    | Hyoseong          | 737–742          |
| 35  | Cảnh Đức Vương      | 景德王    | 경덕왕    | Gyeongdeok        | 742–765          |
| 36  | Huệ Cung Vương      | 惠恭王    | 혜공왕    | Hyegong           | 765–780          |
| 37  | Tuyên Đức Vương     | 宣德王    | 선덕왕    | Seondeok          | 780–785          |
| 38  | Nguyên Thánh Vương  | 元聖王    | 원성왕    | Wonseong          | 785–798          |
| 39  | Chiêu Thánh Vương   | 昭聖王    | 소성왕    | Soseong           | 798–800          |
| 40  | Ai Trang Vương      | 哀莊王    | 애장왕    | Aejang            | 800–809          |
| 41  | Hiến Đức Vương      | 憲德王    | 헌덕왕    | Heondeok          | 809–826          |
| 42  | Hưng Đức Vương      | 興德王    | 흥덕왕    | Heungdeok         | 826–836          |
| 43  | Hi Khang Vương      | 僖康王    | 희강왕    | Huigang           | 836–838          |
| 44  | Mẫn Ai Vương        | 閔哀王    | 민애왕    | Minae             | 838–839          |
| 45  | Thần Vũ Vương       | 神武王    | 신무왕    | Sinmu             | 839              |
| 46  | Văn Thánh Vương     | 文聖王    | 문성왕    | Munseong          | 839–857          |
| 47  | Hiến An Vương       | 憲安王    | 헌안왕    | Heonan            | 857–861          |
| 48  | Cảnh Văn Vương      | 景文王    | 경문왕    | Gyeongmun         | 861–875          |
| 49  | Hiến Khang Vương    | 憲康王    | 헌강왕    | Heongang          | 875–886          |
| 50  | Định Khang Vương    | 定康王    | 정강왕    | Jeonggang         | 886–887          |
| 51  | Chân Thánh nữ vương | 眞聖女王  | 진성여왕  | Jinseong yeowang  | 887–897          |
| 52  | Hiếu Cung Vương     | 孝恭王    | 효공왕    | Hyogong           | 897–912          |
| 53  | Thần Đức Vương      | 神德王    | 신덕왕    | Sindeok           | 913–917          |
| 54  | Cảnh Minh Vương     | 景明王    | 경명왕    | Gyeongmyeong      | 917–924          |
| 55  | Cảnh Ai Vương       | 景哀王    | 경애왕    | Gyeongae          | 924–927          |
| 56  | Kính Thuận Vương    | 敬順王    | 경순왕    | Gyeongsun         | 927–935          |

### Bột Hải
| Đời | Thụy hiệu   | Thụy hiệu | Thụy hiệu | Thụy hiệu  | Tên              | Tên     | Tên    | Tên              | Thời gian trị vì |
|     | Hán Việt    | Chữ Hán   | Hangul    | Romaja     | Hán Việt         | Chữ Hán | Hangul | Romaja           |                  |
| 1   | Cao Vương   | 高王      | 고왕      | Go-wang    | Đại Tộ Vinh      | 大祚榮  | 대조영 | Dae Jo-yeong     | 699–719          |
| 2   | Vũ Vương    | 武王      | 무왕      | Mu-wang    | Đại Vũ Nghệ      | 大武藝  | 대무예 | Dae Muye         | 718–737          |
| 3   | Văn Vương   | 文王      | 문왕      | Mun-wang   | Đại Khâm Mậu     | 大祚榮  | 대흠무 | Dae Heum-mu      | 737–793          |
| 4   | Không có    | -         | -         | -          | Đại Nguyên Nghĩa | 大元義  | 대원의 | Dae Won-ui       | 793–794          |
| 5   | Thành Vương | 成王      | 성왕      | Seong-wang | Đại Hoa Dư       | 大華與  | 대화여 | Dae Hwa-yeo      | 794              |
| 6   | Khang Vương | 康王      | 강왕      | Gang-wang  | Đại Tung Lân     | 大嵩璘  | 대숭린 | Dae Sung-rin     | 795–809          |
| 7   | Định Vương  | 定王      | 정왕      | Jeong-wang | Đại Nguyên Du    | 大元瑜  | 대원유 | Dae Won-yu       | 809–812?         |
| 8   | Hi Vương    | 僖王      | 희왕      | Hui-wang   | Đại Ngôn Nghĩa   | 大言義  | 대언의 | Dae Eon-ui       | 812?–817         |
| 9   | Giản Vương  | 簡王      | 간왕      | Gan-wang   | Đại Minh Trung   | 大明忠  | 대명충 | Dae Myeong-chung | 817–818          |
| 10  | Tuyên Vương | 宣王      | 선왕      | Seon-wang  | Đại Nhân Tú      | 大仁秀  | 대인수 | Dae In-su        | 818-830          |
| 11  | Không rõ    | -         | -         | -          | Đại Di Chấn      | 大彝震  | 대이진 | Dae Ijin         | 830–857          |
| 12  | Không rõ    | -         | -         | -          | Đại Kiền Hoảng   | 大虔晃  | 대건황 | Dae Geon-hwang   | 857-871          |
| 13  | Không rõ    | -         | -         | -          | Đại Huyền Tích   | 大玄錫  | 대현석 | Dae Hyeon-seok   | 871–895          |
| 14  | Không có    | -         | -         | -          | Đại Vĩ Hài       | 大瑋瑎  | 대위해 | Dae Wi-hae       | 894–906          |
| 15  | Không có    | -         | -         | -          | Đại Nhân Soạn    | 大諲譔  | 대인선 | Dae Inseon       | 906–926          |